# Ripacandida
Ripacandida es una localidad italiana de la provincia de Potenza, región de Basilicata, con 1.665 habitantes.

## Evolución demográfica
| Gráfica de evolución demográfica de Ripacandida entre 1861 y 2001 |
|                                                                   |
| Fuente ISTAT - Elaboración gráfica por parte de Wikipedia         |

## Ciudades hermanadas
- Asís
- Auletta